# بوبور بيداس
بوبور بيداس (بالملايوية: Bubur pedas)، ترجمة حرفية 'عصيدة حارة'‏، هو طبق عصيدة لشعب السامبا المحلي في سمباس، كالمنتان الغربية (إندونيسيا) وسراوق (ماليزيا). يُقدم عادة خلال شهر رمضان أثناء الإفطار.

## المكونات
يصنع بوبور بيداس من الأرز المقلي المطحون جيدًا وجوز الهند المبشور. ويُحضر المرق إما من التيتيلان (اللحم العظمي مثل الأضلاع) أو من مرق الدجاج. أما خليط بهارات بومبو فيشتمل على الكراث والثوم والفلفل الأحمر الحار وعشب الليمون والفلفل الأسود والخولنجان وورق السلام (ورق الغار الإندونيسي). يُدمج أيضاً عدد من الخضروات، من بينها الجزر والسبانخ المائي وأوراق السرخس وأوراق القيصوم والفاصولياء الطويلة وبراعم الفاصوليا وبتيلة الخيزران والبطاطا الحلوة المقطعة، في الوعاء عند إتمام طهي العصيدة. يضاف الكراث المقلي والأنشوجة والفول السوداني فوق العصيدة الحارة عند التقديم. ويمكن إضافة عصير الليمون البلدي وصلصة الصويا الحلوة ومعجون فلفل السمبل الحار كتوابل إضافية.

## التاريخ
يأتي هذا النوع من العصيدة من الملايو في سمباس في غرب كالمنتان واتخذ لاحقًا غذاءً للماليزيين في سراوق.